# Discografia di Emma Marrone
La discografia di Emma Marrone, cantautrice e attrice italiana, è costituita da sette album in studio, uno dal vivo, una raccolta, una colonna sonora, un EP, cinquanta singoli e quarantasette video musicali, pubblicati dal 2010.

## Album

### Album in studio
| Anno | Titolo | Classifiche | Classifiche | Certificazioni     | Unità           |
| Anno | Titolo | ITA         | SWI         | Certificazioni     | Unità           |
| ---- | --- | ----------- | ----------- | ------------------ | --------------- |
| 2010 | A me piace così - Pubblicato: 19 ottobre 2010 - Etichetta: Universal - Formati: CD, download digitale           | 2           | 50          | - ITA: Platino (2) | - ITA: 120 000+ |
| 2011 | Sarò libera - Pubblicato: 20 settembre 2011 - Etichetta: Universal - Formati: CD, download digitale, streaming  | 1           | 43          | - ITA: Platino (3) | - ITA: 180 000+ |
| 2013 | Schiena - Pubblicato: 9 aprile 2013 - Etichetta: Universal - Formati: CD, download digitale, streaming          | 1           | 25          | - ITA: Platino (3) | - ITA: 150 000+ |
| 2015 | Adesso - Pubblicato: 27 novembre 2015 - Etichetta: Universal - Formati: CD, LP, download digitale, streaming    | 2           | 23          | - ITA: Platino (2) | - ITA: 100 000+ |
| 2018 | Essere qui - Pubblicato: 26 gennaio 2018 - Etichetta: Universal - Formati: CD, LP, download digitale, streaming | 2           | 16          | - ITA: Platino     | - ITA: 50 000+  |
| 2019 | Fortuna - Pubblicato: 25 ottobre 2019 - Etichetta: Universal - Formati: CD, LP, download digitale, streaming    | 1           | 35          | - ITA: Oro         | - ITA: 25 000+  |
| 2023 | Souvenir - Pubblicato: 13 ottobre 2023 - Etichetta: Universal - Formati: CD, LP, download digitale, streaming   | 1           | 56          | - ITA: Platino     | - ITA: 50 000+  |

### Album dal vivo
| Anno | Titolo                                                                                        | Classifiche | Certificazioni | Unità          |
| Anno | Titolo                                                                                        | ITA         | Certificazioni | Unità          |
| ---- | --------------------------------------------------------------------------------------------- | ----------- | -------------- | -------------- |
| 2014 | E Live - Pubblicato: 11 novembre 2014 - Etichetta: Universal - Formati: CD, download digitale | 6           | - ITA: Oro     | - ITA: 25 000+ |

### Raccolte
| Anno | Titolo | Classifiche | Classifiche | Certificazioni | Unità          |
| Anno | Titolo | ITA         | SWI         | Certificazioni | Unità          |
| ---- | --- | ----------- | ----------- | -------------- | -------------- |
| 2021 | Best of Me - Pubblicato: 25 giugno 2021 - Etichetta: Universal - Formati: CD, LP, download digitale, streaming | 4           | 96          | - ITA: Oro     | - ITA: 25 000+ |

### Colonne sonore
| Anno | Titolo |
| ---- | --- |
| 2022 | Sbagliata ascendente leone (Official Soundtrack) - Pubblicato: 16 dicembre 2022 - Etichetta: Universal - Formati: download digitale, streaming |

## Extended play
| Anno | Titolo                                                                                    | Classifiche | Classifiche | Certificazioni     | Unità           |
| Anno | Titolo                                                                                    | ITA         | SWI         | Certificazioni     | Unità           |
| ---- | ----------------------------------------------------------------------------------------- | ----------- | ----------- | ------------------ | --------------- |
| 2010 | Oltre - Pubblicato: 16 marzo 2010 - Etichetta: Universal - Formati: CD, download digitale | 1           | 85          | - ITA: Platino (3) | - ITA: 180 000+ |

## Singoli

### Come artista principale
| Anno                                                         | Titolo                                     | Classifiche | Classifiche | Classifiche | Certificazioni     | Unità           | Album di provenienza                             |
| Anno                                                         | Titolo                                     | ITA         | AUT         | SWI         | Certificazioni     | Unità           | Album di provenienza                             |
| ------------------------------------------------------------ | ------------------------------------------ | ----------- | ----------- | ----------- | ------------------ | --------------- | ------------------------------------------------ |
| 2010                                                         | Calore                                     | 1           | —           | 64          | - ITA: Platino     | - ITA: 30 000+  | Oltre                                            |
| 2010                                                         | Un sogno a costo zero                      | —           | —           | —           |                    |                 | Oltre                                            |
| 2010                                                         | Sembra strano                              | —           | —           | —           |                    |                 | Oltre                                            |
| 2010                                                         | Con le nuvole                              | 16          | —           | —           |                    |                 | A me piace così                                  |
| 2010                                                         | Cullami                                    | 23          | —           | —           |                    |                 | A me piace così                                  |
| 2011                                                         | Arriverà (con i Modà)                      | 1           | —           | —           | - ITA: Platino (2) | - ITA: 60 000+  | A me piace così                                  |
| 2011                                                         | Io son per te l'amore                      | 28          | —           | —           |                    |                 | A me piace così                                  |
| 2011                                                         | Sarò libera                                | 4           | —           | —           | - ITA: Oro         | - ITA: 15 000+  | Sarò libera                                      |
| 2011                                                         | Tra passione e lacrime                     | 42          | —           | —           |                    |                 | Sarò libera                                      |
| 2012                                                         | Non è l'inferno                            | 1           | —           | 19          | - ITA: Platino (2) | - ITA: 60 000+  | Sarò libera                                      |
| 2012                                                         | Cercavo amore                              | 1           | —           | 68          | - ITA: Platino     | - ITA: 30 000+  | Sarò libera                                      |
| 2012                                                         | Maledetto quel giorno                      | 34          | —           | —           |                    |                 | Sarò libera                                      |
| 2013                                                         | Amami                                      | 3           | —           | —           | - ITA: Platino     | - ITA: 30 000+  | Schiena                                          |
| 2013                                                         | Dimentico tutto                            | 12          | —           | —           | - ITA: Platino     | - ITA: 30 000+  | Schiena                                          |
| 2013                                                         | L'amore non mi basta                       | 11          | —           | —           | - ITA: Platino     | - ITA: 30 000+  | Schiena                                          |
| 2014                                                         | Trattengo il fiato                         | 36          | —           | —           | - ITA: Oro         | - ITA: 15 000+  | Schiena                                          |
| 2014                                                         | La mia città                               | 24          | 71          | —           | - ITA: Oro         | - ITA: 15 000+  | Schiena vs schiena                               |
| 2014                                                         | Resta ancora un po'                        | 16          | —           | —           | - ITA: Oro         | - ITA: 15 000+  | E Live                                           |
| 2015                                                         | Occhi profondi                             | 13          | —           | —           | - ITA: Platino (2) | - ITA: 100 000+ | Adesso                                           |
| 2015                                                         | Arriverà l'amore                           | 5           | —           | —           | - ITA: Platino     | - ITA: 50 000+  | Adesso                                           |
| 2016                                                         | Io di te non ho paura                      | 65          | —           | —           | - ITA: Oro         | - ITA: 25 000+  | Adesso                                           |
| 2016                                                         | Il paradiso non esiste                     | —           | —           | —           | - ITA: Oro         | - ITA: 25 000+  | Adesso                                           |
| 2016                                                         | Quando le canzoni finiranno                | —           | —           | —           |                    |                 | Adesso                                           |
| 2018                                                         | L'isola                                    | 7           | —           | —           |                    |                 | Essere qui                                       |
| 2018                                                         | Effetto domino                             | —           | —           | —           |                    |                 | Essere qui                                       |
| 2018                                                         | Mi parli piano                             | 46          | —           | —           | - ITA: Oro         | - ITA: 25 000+  | Essere qui                                       |
| 2018                                                         | Mondiale                                   | 7           | —           | —           |                    |                 | Essere qui - Boom Edition                        |
| 2019                                                         | Io sono bella                              | 33          | —           | —           |                    |                 | Fortuna                                          |
| 2019                                                         | Stupida allegria                           | 42          | —           | —           | - ITA: Oro         | - ITA: 35 000+  | Fortuna                                          |
| 2020                                                         | Luci blu                                   | —           | —           | —           |                    |                 | Fortuna                                          |
| 2020                                                         | Latina                                     | 53          | —           | —           |                    |                 | Fortuna                                          |
| 2021                                                         | Pezzo di cuore (con Alessandra Amoroso)    | 2           | —           | —           | - ITA: Platino     | - ITA: 70 000+  | Best of Me                                       |
| 2021                                                         | Che sogno incredibile (con Loredana Bertè) | 71          | —           | —           | - ITA: Oro         | - ITA: 35 000+  | Best of Me                                       |
| 2022                                                         | Ogni volta è così                          | 13          | —           | 96          | - ITA: Platino     | - ITA: 100 000+ | Sbagliata ascendente leone (Official Soundtrack) |
| 2022                                                         | Sbagliata ascendente leone                 | —           | —           | —           |                    |                 | Sbagliata ascendente leone (Official Soundtrack) |
| 2023                                                         | Mezzo mondo                                | 38          | —           | —           | - ITA: Platino     | - ITA: 100 000+ | Souvenir                                         |
| 2023                                                         | Taxi sulla Luna (con Tony Effe)            | 7           | —           | —           | - ITA: Platino (4) | - ITA: 400 000+ | Souvenir Icon                                    |
| 2023                                                         | Iniziamo dalla fine                        | 42          | —           | —           | - ITA: Oro         | - ITA: 50 000+  | Souvenir                                         |
| 2023                                                         | Amore cane (feat. Lazza)                   | 23          | —           | —           | - ITA: Oro         | - ITA: 50 000+  | Souvenir                                         |
| 2024                                                         | Apnea                                      | 9           | —           | 81          | - ITA: Platino (2) | - ITA: 200 000+ | Souvenir                                         |
| 2024                                                         | Femme fatale                               | 53          | —           | —           | - ITA: Oro         | - ITA: 50 000+  | Souvenir                                         |
| 2024                                                         | Ho voglia di te (con Jvli e Olly)          | 20          | —           | —           | - ITA: Platino     | - ITA: 100 000+ | /                                                |
| 2024                                                         | Hangover (feat. Baby Gang)                 | 68          | —           | —           |                    |                 | Souvenir (Extended Version)                      |
| "—" indica una pubblicazione non classificata in quel paese. |                                            |             |             |             |                    |                 |                                                  |

### Come artista ospite
| Anno                                                         | Titolo                                                       | Classifiche | Certificazioni | Unità           | Album di provenienza            |
| Anno                                                         | Titolo                                                       | ITA         | Certificazioni | Unità           | Album di provenienza            |
| ------------------------------------------------------------ | ------------------------------------------------------------ | ----------- | -------------- | --------------- | ------------------------------- |
| 2014                                                         | Come in un film (Modà feat. Emma)                            | 95          |                |                 | 2004-2014 - L'originale         |
| 2015                                                         | Ora o mai più (Don Joe feat. Emma)                           | 68          |                |                 | Ora o mai più                   |
| 2016                                                         | Libre (Álvaro Soler feat. Emma)                              | 26          | - ITA: Platino | - ITA: 50 000+  | Eterno agosto (Italian Edition) |
| 2019                                                         | Love Is Madness (Thirty Seconds to Mars feat. Emma)          | —           |                |                 | /                               |
| 2020                                                         | C'hai ragione tu (Gianni Bismark feat. Emma)                 | —           |                |                 | Nati diversi - Ultima cena      |
| 2020                                                         | Have Yourself a Merry Little Christmas (Antonino feat. Emma) | —           |                |                 | Christmas                       |
| 2024                                                         | In Italia 2024 (Fabri Fibra feat. Emma e Baby Gang)          | 16          | - ITA: Platino | - ITA: 100 000+ | /                               |
| "—" indica una pubblicazione non classificata in quel paese. |                                                              |             |                |                 |                                 |

## Altri brani entrati in classifica
| Anno | Titolo                       | Classifiche | Album di provenienza      |
| Anno | Titolo                       | ITA         | Album di provenienza      |
| ---- | ---------------------------- | ----------- | ------------------------- |
| 2010 | Meravigliosa                 | 9           | Oltre                     |
| 2012 | Bella senz'anima             | 19          | /                         |
| 2013 | Schiena                      | 48          | Schiena                   |
| 2015 | Adesso (ti voglio bene)      | 66          | Adesso                    |
| 2018 | Incredibile voglia di niente | 95          | Essere qui - Boom Edition |

## Videografia

### Album video
| Anno | Titolo                                                                            |
| ---- | --------------------------------------------------------------------------------- |
| 2015 | Trepuntozero - Pubblicato: 10 febbraio 2015 - Etichetta: Universal - Formati: DVD |

### Video musicali
| Anno | Titolo                                                                | Regista/i                             |
| ---- | --------------------------------------------------------------------- | ------------------------------------- |
| 2010 | Calore                                                                | Gaetano Morbioli                      |
| 2010 | Un sogno a costo zero                                                 | Roberto "Saku" Cinardi                |
| 2010 | Sembra strano                                                         | —                                     |
| 2010 | Con le nuvole                                                         | Roberto "Saku" Cinardi                |
| 2010 | Cullami                                                               | Gaetano Morbioli                      |
| 2011 | Arriverà (con i Modà)                                                 | Gaetano Morbioli                      |
| 2011 | Io son per te l'amore                                                 | Marco Salom                           |
| 2011 | Sarò libera                                                           | Alberto Puliafito                     |
| 2011 | Tra passione e lacrime                                                | Marco Salom                           |
| 2012 | Non è l'inferno                                                       | Marco Salom                           |
| 2012 | Cercavo amore (2 versioni del video, standard e remix)                | Marco Salom                           |
| 2012 | Maledetto quel giorno                                                 | —                                     |
| 2013 | Amami                                                                 | Ludovico Galletti e Sami Schinaia     |
| 2013 | Dimentico tutto                                                       | Luca Tartaglia                        |
| 2013 | L'amore non mi basta (2 versioni del video, standard e semi-acoustic) | Luca Tartaglia                        |
| 2014 | Trattengo il fiato                                                    | Marco Salom                           |
| 2014 | La mia città                                                          | Leandro Manuel Emede e Nicolò Cerioni |
| 2014 | Resta ancora un po'                                                   | Leandro Manuel Emede e Nicolò Cerioni |
| 2014 | Come in un film (con i Modà)                                          | Gaetano Morbioli                      |
| 2015 | Ora o mai più (con Don Joe)                                           | Fabrizio Conte                        |
| 2015 | Occhi profondi                                                        | Luigi Antonini e Giuliano Peparini    |
| 2015 | Arriverà l'amore                                                      | Luisa Carcavale e Alessandro Guida    |
| 2016 | Io di te non ho paura                                                 | Luisa Carcavale                       |
| 2016 | Il paradiso non esiste                                                | Luisa Carcavale                       |
| 2016 | Libre (con Álvaro Soler)                                              | Gaetano Morbioli                      |
| 2016 | Quando le canzoni finiranno                                           | Marco Ponti                           |
| 2018 | L'isola                                                               | Lukasz Pruchnik                       |
| 2018 | Effetto domino                                                        | Paolo Stella                          |
| 2018 | Mi parli piano                                                        | Paolo Stella                          |
| 2018 | Mondiale                                                              | YouNuts!                              |
| 2019 | Io sono bella                                                         | Paolo Mannarino                       |
| 2019 | Stupida allegria                                                      | Attilio Cusani                        |
| 2020 | Luci blu                                                              | Paolo Mannarino                       |
| 2020 | Latina                                                                | Bendo                                 |
| 2020 | C'hai ragione tu (con Gianni Bismark)                                 | Bendo                                 |
| 2021 | Pezzo di cuore (con Alessandra Amoroso)                               | Bendo                                 |
| 2021 | Che sogno incredibile (con Loredana Bertè)                            | Bendo                                 |
| 2022 | Ogni volta è così                                                     | Bendo                                 |
| 2023 | Mezzo mondo                                                           | Asia J. Lanni e Nicola Bussei         |
| 2023 | Taxi sulla luna (con Tony Effe)                                       | Late Milk                             |
| 2023 | Iniziamo dalla fine                                                   | Pierfrancesco Carta                   |
| 2024 | Apnea                                                                 | Bogdan "Chilldays" Plakov             |
| 2024 | In Italia 2024 (con Fabri Fibra e Baby Gang)                          | Cosimo Alemà                          |
| 2024 | Femme Fatale                                                          | Giulio Rosati                         |
| 2024 | Ho voglia di te (con Jvli e Olly)                                     | Amedeo Zancanella                     |
| 2024 | Hangover (con Baby Gang)                                              | Piersilvio Bisogno                    |
| 2024 | Vita lenta                                                            | Piersilvio Bisogno                    |

## Partecipazioni
Di seguito sono riportati gli album e le compilation dove è stato inserito almeno un brano della cantante.

### Colonne sonore
| Anno | Brano                       | Film/Fiction                 |
| ---- | --------------------------- | ---------------------------- |
| 2012 | Maledetto quel giorno       | Benvenuti al nord            |
| 2012 | Nel blu dipinto di blu      | Benvenuti al nord            |
| 2013 | Arriverà                    | Salvo                        |
| 2014 | Acqua e ghiaccio            | Braccialetti rossi           |
| 2015 | Se rinasci                  | Braccialetti rossi           |
| 2016 | Quando le canzoni finiranno | La cena di Natale            |
| 2017 | Io di te non ho paura       | Girotondo                    |
| 2024 | Iniziamo dalla fine         | Speak No Evil (solo trailer) |

### Collaborazioni
| Anno | Titolo                                         | Duetto                                                          | Album di provenienza                                  |
| ---- | ---------------------------------------------- | --------------------------------------------------------------- | ----------------------------------------------------- |
| 2010 | Cellule (per rinascere basta un attimo)        | Altri 12 cantanti di Amici 9                                    | /                                                     |
| 2010 | (Sittin' on) the Dock of the Bay               | Craig David                                                     | A me piace così (Special Edition)                     |
| 2011 | Here's to You (la ballata di Sacco e Vanzetti) | Modà                                                            | /                                                     |
| 2012 | Non è l'inferno                                | Alessandra Amoroso                                              | Sarò libera (Sanremo Edition)                         |
| 2014 | Hombre de tu vida                              | David Bisbal                                                    | Tú y yo                                               |
| 2014 | Amame                                          | David Bisbal                                                    | /                                                     |
| 2014 | Radici e polvere                               | Bundamove                                                       | /                                                     |
| 2015 | La signora del quinto piano #1522              | Carmen Consoli, Elisa, Irene Grandi, Gianna Nannini e Nada      | /                                                     |
| 2015 | Giù con me (schiena)                           | Briga                                                           | Never Again (Platinvm Edition)                        |
| 2015 | Il mondo è mio                                 | Antonino                                                        | /                                                     |
| 2016 | Prigioniera a distanza                         | Ron                                                             | La forza di dire sì                                   |
| 2016 | Una città per cantare                          | Artisti partecipanti all'album La forza di dire sì              | La forza di dire sì                                   |
| 2016 | Sorrido già                                    | Elisa e Giuliano Sangiorgi                                      | On                                                    |
| 2016 | Non sono una signora                           | Loredana Bertè                                                  | Amici non ne ho... ma amiche sì!                      |
| 2016 | Amici non ne ho                                | Artiste partecipanti all'album Amici non ne ho... ma amiche sì! | Amici non ne ho... ma amiche sì!                      |
| 2017 | Odiare                                         | Syria                                                           | 10 + 10                                               |
| 2017 | Jem                                            | Cristina D'Avena                                                | Duets - Tutti cantano Cristina                        |
| 2019 | Cercavo amore                                  | Roberto Casalino                                                | Il fabbricante di ricordi                             |
| 2019 | Mi parli piano                                 | Roberto Casalino                                                | Il fabbricante di ricordi                             |
| 2020 | Autunno                                        | Roberto Vecchioni                                               | Note di viaggio - Capitolo 2: non vi succederà niente |
| 2021 | L'animale                                      | /                                                               | Invito al viaggio. Concerto per Franco Battiato       |
| 2022 | L'aquila                                       | Meg ed Elisa                                                    | Vesuvia                                               |
| 2023 | Fino alla fine                                 | Paola & Chiara                                                  | Per sempre                                            |
| 2023 | Graffiti                                       | Boomdabash                                                      | Venduti                                               |